# Zeta1 Scorpii
Zeta1 Scorpii (ζ1 Sco / ζ1 Scorpii) è una stella supergigante blu appartenente alla costellazione dello Scorpione. È una delle stelle intrinsecamente più luminose conosciute, ma a causa della sua grande distanza appare come una modesta stella di magnitudine 4,73.

## Osservazione

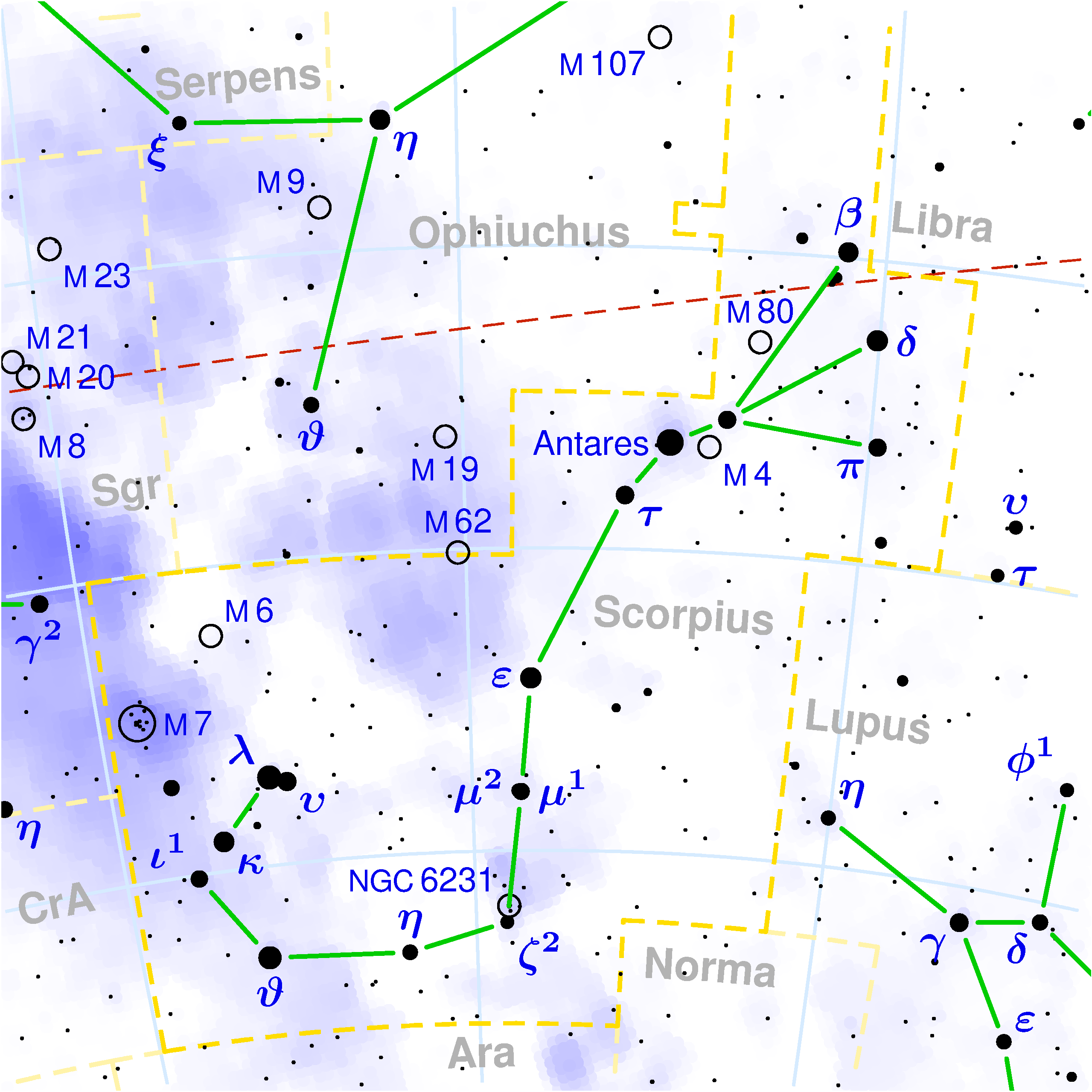
ζ indica la posizione di Zeta Scorpii nella costellazione dello Scorpione.

Zeta1 Scorpii è posta nella parte sud-est dello Scorpione, in corrispondenza della parte ovest dell'arco compiuto dalla sua coda. Si trova a pochi gradi a ovest di Eta Scorpii e a poco più di quattro gradi a sud della coppia formata da μ1 e μ2 Sco. La sua individuazione ad occhio nudo non è semplice sia per la relativa debolezza di Zeta1 Scorpii, sia per la sua vicinanza (7 minuti d'arco) a Zeta2 Scorpii, una gigante arancione di magnitudine 3,59. La vicinanza delle due stelle è solo visuale: esse non sono legate fisicamente fra loro e si trovano, anzi, a migliaia di anni luce di distanza l'una dall'altra. La risoluzione della coppia ad occhio nudo richiede una buona vista e l'assenza di inquinamento luminoso. In ogni caso un semplice binocolo è in grado di separare senza difficoltà la coppia.
Con una declinazione di -42°, Zeta1 Scorpii è una stella dell'emisfero australe. La sua declinazione ne limita le possibilità di osservazione nell'emisfero boreale, ove è invisibile nelle regioni più a nord del 48º parallelo, il che esclude buona parte del Canada e l'intero nord Europa. Tuttavia anche nelle regioni temperate dell'emisfero boreale, come quelle mediterranee, essa apparirà molto bassa all'orizzonte sud e visibile per poche ore. Le possibilità di osservazione migliorano quando ci si sposta nelle zone tropicali dell'emisfero. Questo astro diventa circumpolare più a sud del 48°S, cioè nella parte più meridionale del Sud America e nelle regioni antartiche.
I mesi più favorevoli alla sua osservazione sono quelli che corrispondono all'estate boreale, da maggio ad agosto.

## Ambiente galattico

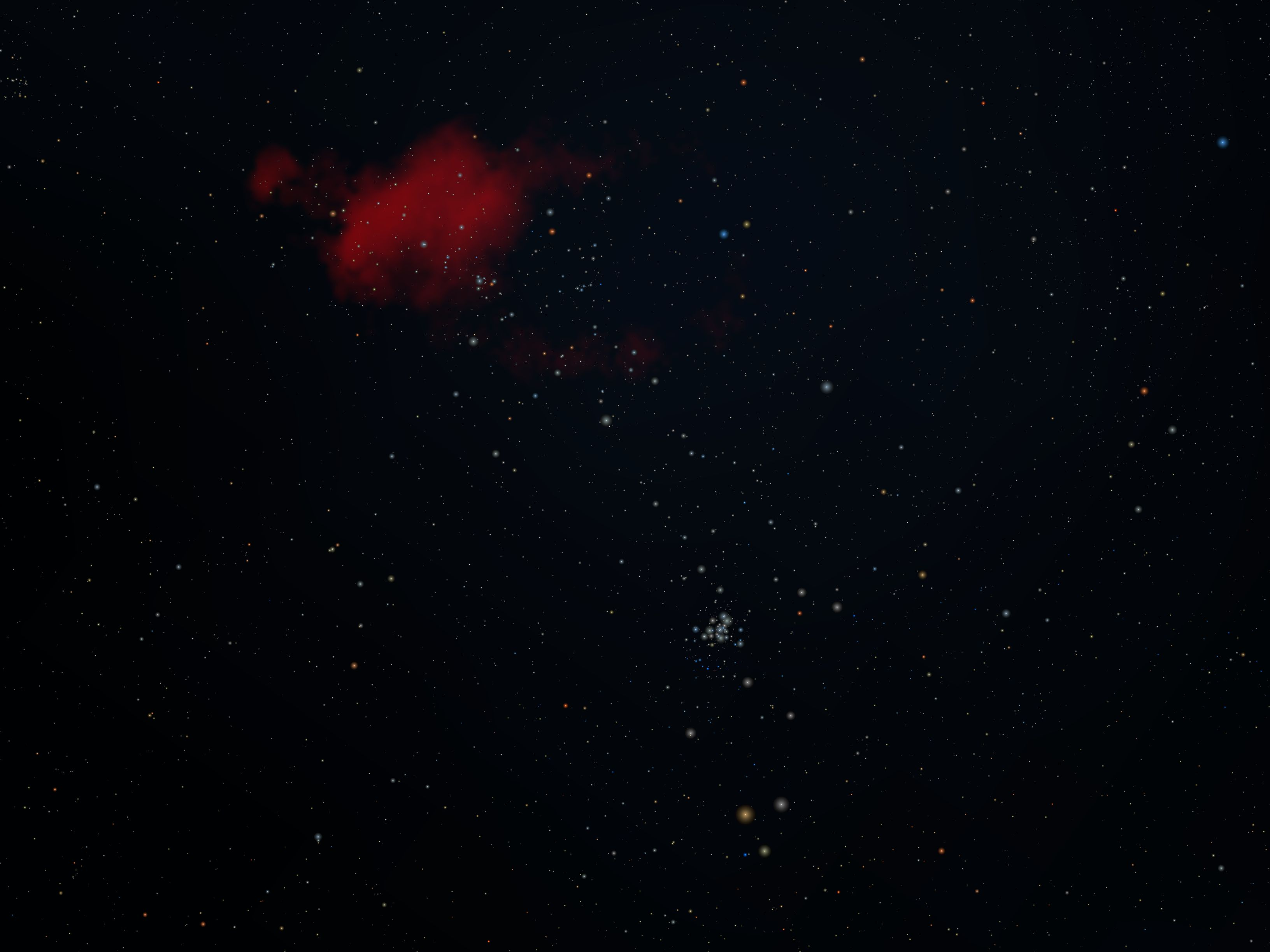
In questa immagine si può osservare, partendo dall'alto, la nebulosa a emissione rossa IC 4628, l'ammasso aperto NGC 6231 e infine, in basso, la coppia di stelle Zeta^{1-2} Scorpii.

Zeta1 Scorpii è troppo lontana perché la sua distanza dalla Terra possa essere misurata con il metodo della parallasse. Tuttavia si possono fare ipotesi sulla sua distanza sulla base della presunta appartenenza di questa stella all'associazione stellare Sco OB1, il cui centro è costituito dall'ammasso aperto NGC 6231, situato mezzo grado a nord di Zeta1 Scorpii. Questo ammasso è costituito da molte stelle calde e giovani di classe spettrale O e B, fra cui almeno 12 supergiganti, che distano da noi in media circa 6.000 anni luce. Si può presumere pertanto che la distanza di Zeta1 Scorpii si aggiri intorno a questo ordine di grandezza.
L'associazione stellare Sco OB1 è una associazione giovane (3,6 ± 0,6 milioni di anni), che si trova nella parte a noi vicina del braccio del Sagittario della Via Lattea, uno dei bracci interni della nostra galassia, che si frappone fra la Terra e il centro galattico.

## Caratteristiche
Il fatto che Zeta1 Scorpii sia visibile a occhio nudo nonostante la sua notevole distanza è una indicazione della sua grande luminosità intrinseca. A ciò si aggiunga che la luminosità apparente della stella è diminuita di almeno due magnitudini dalle nubi di polvere interstellare che si frappongono fra noi e questo astro. Tenendo conto di ciò e della quantità notevole di radiazione ultravioletta emessa da Zeta1 Scorpii, la sua luminosità intrinseca dovrebbe aggirarsi fra 1 e 1,7 milioni di volte quella del Sole, ove l'incertezza è dovuta sia alla mancanza di dati certi sulla distanza, sia alla difficoltà di stabilire con precisione quanto la sua luminosità apparente sia diminuita dalla polvere interstellare. In ogni caso, anche prendendo per buono il valore più basso, Zeta1 Scorpii è una delle stelle più luminose conosciute e sicuramente una delle più luminose della nostra galassia. La sua magnitudine assoluta bolometrica è -10,36, uno dei più bassi valori conosciuti.
Di classe spettrale B1, essa ha un colore azzurro-blu, conferitole dalla temperatura superficiale di 19.000 K. Tuttavia la polvere interstellare, tendendo ad assorbire, le radiazioni con lunghezza d'onda più bassa, è responsabile del fatto che essa appaia a noi come avente un colore giallo-bianco.
Una radiazione così elevata può essere emessa solo da una stella molto grande e massiva: la massa di Zeta1 Scorpii è stimata aggirarsi intorno alle 65 M☉ e il suo raggio intorno ai 91 R☉.
Stelle così massicce bruciano in modo estremamente veloce il loro combustibile nucleare: nonostante abbia un'età di "soli" 3-4 milioni di anni, Zeta1 Scorpii è già uscita dalla sequenza principale. Essa ha quindi già esaurito la riserva di idrogeno presente nel suo nucleo. Attualmente essa è classificata come appartenente alla classe MMK Ia (o, a volte, Ia+), che riunisce le supergiganti più brillanti. A volte viene classificata anche come ipergigante. Tuttavia il suo stato evolutivo non è ben chiaro: in particolare, non è chiaro se essa è diventata una supergigante blu per la prima volta e si appresta a diventare una supergigante rossa, oppure se è già stata una supergigante rossa ed è tornata ad essere una supergigante blu per la seconda volta, avviandosi così a diventare una stella di Wolf-Rayet. Il suo destino finale è comunque quello di esplodere in una spettacolare supernova (se non in una ipernova) entro pochi milioni di anni.

## Variabilità
Come tutte le stelle supergiganti, Zeta1 Scorpii emette un poderoso vento stellare che si allontana dalla stella a una velocità nell'ordine dei 300 km/s e che determina una perdita di massa di circa 1,5 centomillesimi di massa solare ogni anno. La quantità di materia emessa tramite il vento stellare non è tuttavia costante nel tempo: ciò ha determinato la presenza di varie shell di gas in espansione intorno alla stella. La variabilità del vento stellare è collegata alla variazione di luminosità di Zeta1 Scorpii, che oscilla fra la magnitudine 4,66 e la magnitudine 4,86. Essa è classificata infatti come una variabile della classe S Doradus (conosciute anche come variabili LBV). Esse sono stelle ipergiganti di classe O o B, molto massicce e luminose, che vanno incontro a lenti cambiamenti di luminosità, ma anche a vere e proprie esplosioni. Esse sono rare, data la loro grande massa e la loro breve esistenza, tanto che finora ne sono state individuate nella nostra galassia solo una ventina.
In uno studio del 1982 venne sostenuto che Zeta1 Scorpii varia la propria luminosità in modo irregolare anche se è possibile individuare una relazione fra il periodo e l'ampiezza del cambiamento di luminosità: più è lungo il periodo, maggiore è tale ampiezza. Il momento di massima luminosità corrisponde al picco di emissione di vento stellare, mentre questo diminuisce al decrescere della luminosità. Tuttavia in uno studio successivo, del 1997, fu possibile appurare che in realtà Zeta1 Scorpii è una stella variabile multiperiodica: i vari periodi si sovrappongono fra loro dando l'impressione di irregolarità. È infatti possibile individuare un periodo più lungo di 1750-2200 giorni, e di una ampiezza di almeno 2 centesimi di magnitudine, probabilmente dovuto alla rotazione di un disco di gas esistente intorno alla stella che presenta punti più caldi e punti più freddi. A questo si sovrappongono due o più periodi più brevi. Quello dominante è un periodo di circa 32 giorni, avente una ampiezza di un centesimo di magnitudine, accompagnato, forse, da un altro periodo di circa 25 giorni. Tuttavia la sovrapposizione di questi tre periodi non basta a spiegare tutte le variazioni di luminosità della stella. La stella va infatti incontro ad altre variazioni, probabilmente irregolari, di almeno 5 centesimi di magnitudine. Forse tali variazioni possono di quando in quando entrare in risonanza con quelle regolari e scatenare le vere e proprie esplosioni con grandi perdite di massa a cui le variabili S Doradus vanno incontro. Esse determinano un notevole innalzamento di luminosità delle stelle coinvolte, nell'ordine di qualche magnitudine. Mentre esse sono sicuramente avvenute in stelle della classe di Zeta1 Scorpii, come Eta Carinae e la Stella Pistola, non è del tutto certo che anche Zeta1 Scorpii vada incontro a tali eventi di vaste proporzioni, in quanto questa stella non è stata osservata con continuità nei secoli passati. Ci sono tuttavia indizi che vanno in questa direzione: sembra infatti nell'ultimo millennio Zeta1 Scorpii sia andata incontro a innalzamenti di luminosità di almeno due magnitudini.